# Bernardo de Sarriá

Escudo municipal de Callosa de Ensarriá, en el que aparecen las armas del almirante Bernat de Sarriá, antiguo señor de esta villa alicantina: en campo de gules, cinco veneras, de plata, puestas en sotuer..

Bernardo de Sarriá (nombre original "Bernat de Sarrià") (Sarriá, 1266 - Játiva, 1335) fue un noble, militar y diplomático, almirante de la corona de Aragón y barón de Polop.

## Orígenes
La familia de Bernardo de Sarriá procedía de la villa de Sarriá, convertida mucho más tarde en uno de los distritos del municipio de Barcelona. Era hijo del militar Vidal de Sarriá, quien en 1259 obtuvo beneficios del rey Jaime I de Aragón, como muchos de sus colaboradores en la conquista cristiana, ya que fue arrendatario del Castillo de Confrides, en la consolidación del Reino de Valencia.

## Campañas en Sicilia

Escudo municipal de Zarra., otra composición donde figuran las armas de Bernat de Sarriá, en recuerdo de su antiguo poder señorial sobre esta villa valenciana.

Participó muy joven, al lado de su hermano Vidal, en la conquista de Sicilia por Pedro el Grande en 1282, favorecida por la revuelta de los isleños (Vísperas Sicilianas), que se oponían al hermano de Carlos IV de Francia, Carlos I de Anjou, a quien el papa Clemente VI había concedido los territorios. El reino se dividió en el Reino de Sicilia, insular, y el Reino de Nápoles, peninsular, entre los que estalló una larga guerra. Entonces el joven caballero comandó las naves sicilianas contra los partidarios del noble francés, combatiendo con ferocidad y llegando a atacar lugares de la Iglesia. El papa Martín IV calificó a los expedicionarios como "verdaderos diablos". Bernardo de Sarriá hizo incursiones en Sicilia, Calabria y Nápoles, aparte de conquistar Capri y Proixida e incendiar Astura. El infante de la corona de Aragón Jaime se asentó en el trono de Sicilia, pero contra él se aliaron dos fuerzas poderosas: Francia y el Papado, quien proclamó la cruzada contra la Corona de Aragón entre 1284 y 1285.
Bernardo de Sarriá escoltó a la princesa Blanca de Nápoles al monasterio de Vilabeltrana (Gerona), donde la jovencísima hija de Carlos II de Nápoles contrajo matrimonio con el rey Jaime II en 1295, conforme estipulaba la Paz de Anagni. El monarca lo nombró almirante en 1296. En mayo de 1296 Jaime II comenzó contra su voluntad la guerra contra su hermano, autoproclamado rey de Sicilia, Federico II de Sicilia. Bernardo de Sarriá estuvo al mando del ejército, acompañado de una gran armada dirigida por Roger de Lauria, que hostilizó la isla. La paz llegó el año 1302 con el Acuerdo de Caltabellota, gracias al cual Federico continuaba en el trono insular y la Corona de Aragón consolidaba de hecho el control del Mediterráneo occidental.

## Campañas en el Reino de Murcia
El almirante tomó parte en las operaciones militares entre el rey Jaime II, que pretendía la conquista del Reino de Murcia (conquistado medio siglo antes por la Corona castellana), y Fernando IV de Castilla, entre 1296 y 1304. Comandó el ejército y jugó un papel destacado en 1300 durante el sitio terrestre de Lorca. Fue nombrado procurador general del Reino de Murcia el 1 de abril. El 8 de mayo siguiente fundó con carácter oficial Villajoyosa, en la antigua frontera meridional del Reino de Valencia, ahora extendido de facto hacia el sur. En 1304 llegó la paz con la Corona de Castilla mediante la Sentencia Arbitral de Torrellas, firmada por Bernardo de Sarriá. Siguiendo el tratado, la Corona de Aragón abandonó la mayor parte del Reino de Murcia, pero se incorporó al Reino de Valencia la parte más oriental del antiguo reino (la actual mitad sur de la provincia de Alicante), con ciudades como Alicante, Elche u Orihuela.

## Intento de conquista del Reino de Granada
En 1308 se firmó el tratado de Alcalá de Henares, que tenía como finalidad unir a las fuerzas de la Corona de Aragón y de la Corona de Castilla contra el Reino de Granada. En abril realizó viajes diplomáticos a diversas ciudades para mantener la paz con gobernantes del Mediterráneo: Marsella, Génova, Nápoles, Palermo y Túnez. En 1309, la campaña militar contra Almería comandada por el Almirante acabó en un fracaso.

## Guerra entre Sicilia y Nápoles
Bernardo de Sarriá volvió en 1313 a Sicilia para defender al rey Federico II contra Roberto I de Nápoles al mando de las naves isleñas, causa que le obligó a empeñar sus señoríos. La guerra, con una tregua por medio, tuvo hitos victoriosos para él, como en Castellmar, Djerba y Kerkennah.

## En el Reino de Valencia
El Almirante ocupó de 1323 a 1327 el cargo de portavoz general del Reino de Valencia en nombre de Alfonso el Benigno, la máxima autoridad no real como sustituto del heredero de la corona. Estuvo presente en 1324 en el gran consejo de Lérida, que sentenció la corona mallorquina a favor de Jaime III de Mallorca, y otorgó la Carta Puebla a Benidorm el 8 de mayo de 1325 sobre poblamientos anteriores, hecho que fundaba la villa de Benidorm. La intención de Bernardo de Sarriá era poblarlo de cristianos para explotar los recursos del término y donar apoyo a las tropas del castillo. Era de vital importancia controlar el litoral del norte de la provincia de Alicante contra los musulmanes, tanto de los habitantes de la zona como de los que vendrían por mar.
En 1330, durante el reinado de Alfonso IV, el viejo militar comandó una escuadra de naves para vigilar el estrecho de Gibraltar.

## La sucesión de Alfonso el Benigno
Bernardo de Sarriá dio apoyo a los partidarios de los hijos de la segunda mujer de Alfonso el Benigno, Leonor de Castilla, contra el infante Pedro, futuro Pedro el Ceremonioso, hijo de la primera mujer, Teresa de Entenza. Las pretensiones de Leonor de crear un gran conjunto de dominios en el Reino de Valencia para sus hijos crearon una protesta enérgica de las villas reales. La aristocracia se dividió entre los partidarios de Leonor y los seguidores del infante Pedro. Mientras tanto, Bernardo de Sarriá fue nombrado alcaide del castillo de Játiva. En la fortaleza se refugió uno de los hijos de la reina, Fernando, y el almirante plantó cara en 1335 a las huestes del infante Pedro. Pero Bernardo de Sarriá no pudo ver el final del conflicto, pues el 31 de diciembre de 1335 murió en Játiva. Al no tener descendencia legítima, sus posesiones pasaron tras su muerte a manos del infante Pedro.